# Риджли, Джон
Джон Риджли (англ. John Ridgely), имя при рождении Джон Хантингтон Ри (англ. John Huntington Rea) (6 сентября 1909 года — 18 января 1968 года) — американский характерный актёр, который в период 1930-50-х годов сыграл более чем в 150 фильмах.
Значительную часть своей кинокарьеры Риджли провёл на студии Warner Bros, появляясь преимущественно в небольших и эпизодических ролях. Среди наиболее значимых картин с его участием — «Они не забудут» (1937), «Они сделали меня преступником» (1939), «Каждое утро я умираю» (1939), «Ревущие двадцатые» (1939), «Мрачная победа» (1939), «Письмо» (1940), «Они ехали ночью» (1940), «Они умерли на своих постах» (1941), «Человек, который пришёл на ужин» (1942), «Мышьяк и старые кружева» (1944), «Большой сон» (1946) и «Место под солнцем» (1951).

## Ранние годы и начало карьеры
Джон Риджли родился 6 сентября 1909 года в Чикаго. После окончания школы в Хинсдейле, Иллинойс, он учился в военной школе Кемпера в Бунвилле, Миссури, а затем поступил в Станфордский университет, намереваясь работать в сфере индустрии. В студенческие годы Риджли активно участвовал в спортивной жизни, занимаясь баскетболом, хоккеем и лёгкой атлетикой. Одновременно он увлекался театром, играя в любительских театральных постановках. В 1931 году, после окончания Станфорда, Риджли поступил на работу в знаменитый Театр Пасадины, где в течение нескольких лет играл в широком спектре спектаклей, включая «Потерянный горизонт», «Не для детей», «Петух Робин», «Магистр музыки» и «Тропы славы». Замеченный во время игры в спектакле «Тропы славы» скаутом по поиску талантов студии Warner Bros., Риджли получил свою первую кинороль стюарда в фильме «Стримлайн экспресс» (1935).

## Карьера в кино в 1935—1952 годах
Большую часть своей голливудской карьеры Риджли отработал на студии Warner Bros". Подписав со студией долгосрочный контракт, Риджли сыграл в таких популярных картинах, как острая социально-политическая драма «Они не забудут» (1937), жёсткая социальная драма «Они сделали меня преступником» (1939) с Джоном Гарфилдом и мелодрама «Мрачная победа» (1939) с Бетт Дейвис в роли обречённой светской дамы. В этот период он также появился в небольших и эпизодических ролях в серии классических криминальных мелодрам Warner Bros, среди них «Криминальная школа» (1938), «Ревущие двадцатые» (1939), «Каждое утро я умираю» (1939), «Невидимые полосы» (1939) и «Преступление тебе с рук не сойдёт» (1939).
В первой половине 1940-х годов Риджли сыграл небольшую роль шофёра в нуаровой мелодраме «Письмо» (1940) с Бетт Дейвис в главной роли, был шофёром грузовика в фильме нуар «Они ехали ночью» (1940) с Хамфри Богартом и Джорджем Рафтом, а также появился в биографическом вестерне «Они умерли на своих постах» (1941) с Эрролом Флинном в главной роли. Год спустя последовала приятная комедия «Человек, который пришёл на ужин» (1942) с Дейвис и Монти Вулли, а также чёрная комедия «Мышьяк и старые кружева» (1944) с Кэри Грантом.
В 1943 году имя Риджли в первый (и в последний) раз в его карьере было поставлено на первое место в титрах, когда он сыграл командира самолёта в военной драме Говарда Хоукса «Военно-воздушные силы» (1943). Несмотря на присутствие в картине таких признанных актёров, как Джон Гарфилд, Артур Кеннеди, Гиг Янг и Гарри Кэри, Риджли справился со своей ролью отлично. В рецензии «Нью-Йорк Таймс» от 4 февраля 1943 года кинокритик Босли Краузер назвал игру Риджли «освежающе непосредственной. Режиссёр Хоукс очень мудро подобрал актёрский состав без выдающейся звезды, тем самым обеспечив шанс показать себя каждому актёру. И Риджли дал на этот вызов достойный ответ». В том же году Риджли сыграл метеоролога в военной драме «Место назначения — Токио» (1943), оконфузившегося мужа — в комедии «Денежные девушки» (1944) и врача — в мелодраме «Синяя вуаль» (1951). В 1945 году Риджли снова сыграл с Гарфилдом в послевоенной социально-психологической драме «Гордость морпехов» (1945). Хотя его роль в этой картине не такая большая, Риджли получает достаточный объём экранного времени в роли соседа и друга персонажа Гарфилда, морского пехотинца, который вернулся с войны ослепшим.
В 1945 году Риджли сыграл в своём первом фильме нуар «Сигнал об опасности» (1945), исполнив роль мужа убитой женщины, который находит и в финале картины убивает её бывшего любовника и убийцу. Как пишет Хэннсберри, «самую заметную и лучшую роль в своей карьере Риджли сыграл в фильме нуар „Большой сон“ (1946)». В этой картине он предстал в образе прилизанного владельца игорного заведения Эдди Марса, который оказывается матёрым главарём преступной организации. В финале картины он гибнет в напряжённом противостоянии с частным детективом Филиппом Марлоу (Хамфри Богарт). Несмотря на более яркие роли его коллег по фильму, некоторые критики обратили отдельное внимание и на игру Риджли. В частности, Эдвин Шаллерт из «Лос-Анджелес Таймс» упомянул Риджли, восхваляя первоклассный актёрский состав фильма, а Вирджиния Райт из Los Angeles Daily News написала: «Джон Риджли в роли крупной фигуры в игорном бизнесе — это ещё один пример удачного подбора актёра на роль вопреки амплуа» . В течение нескольких последующих лет Риджли сыграл ещё в нескольких значимых фильмах нуар. В частности, у него была запоминающаяся роль умирающего от сердечного приступа пациента в «Норе Прентисс» (1947), он был следователем в мелодраме «Одержимая» (1947), помощником окружного прокурора — в «Высокой стене» (1947), шефом иммиграционной службы — в «Инциденте на границе» (1949) и детективом — в ленте «Край гибели»(1950).
После истечения контракта с Warners в 1948 году, Риджли как независимый актёр продолжал играть небольшие роли широкого профиля, пока окончательно не ушёл из кино в 1953 году. Самыми успешными лентами с участием Риджли стали драма «Место под солнцем» (1951) на студии Paramount с Монтгомери Клифтом и Элизабет Тейлор, а также цирковая феерия Сесила Де Милля «Величайшее шоу на земле» (1952) .
После ухода из кинематографа Риджли работал в постановках летних театров и на телевидении. В 1954 году Риджли сыграл свою последнюю роль в недолговечной мыльной опере «Женщина с прошлым» (1954). Из-за хронических проблем с сердцем, в том же году Риджли был вынужден оставить профессию.

## Актёрское амплуа и анализ творчества
Высокий, темноволосый, достаточно привлекательный актёр, Риджли сыграл более чем в 170 полнометражных и короткометражных фильмах, а также в нескольких эпизодах телесериалов. Он был разносторонним актёром, способным сыграть любого человека. Как отметил историк кино Хэл Эриксон, «Риджли был актёром широкого профиля, амплуа которого можно охарактеризовать как „мистер средний человек“». В 1935 по 1948 годах он был контрактным актёром Warner Bros, снимаясь главным образом в картинах этой студии. Он играл полицейских, врачей, бандитов, водителей грузовиков, торговцев, руководителей оркестра, таксистов, гостиничных клерков, коронеров и репортёров. С самого начала карьеры «Риджли был одним из самых надёжных и вездесущих актёров второго плана на студии, играя и жертв убийств, гибнущих в самом начале, и „неожиданных“ убийц в самом конце картины, а также лучших друзей, полицейских, подёнщиков и армейских офицеров». Он не был большой звездой, но, «вне зависимости от роли, Риджли всегда вносил в фильм нечто своё».

## Личная жизнь
Риджли был женат на Вирджинии Робинсон, и у пары родился сын Джон Риджли Ри.

## Смерть
Джон Риджли умер 18 января 1968 года в Нью-Йорке от сердечной недостаточности в возрасте 58 лет.

## Фильмография
| Год       |     | Русское название                            | Оригинальное название               | Роль                                                                   |
| --------- | --- | ------------------------------------------- | ----------------------------------- | ---------------------------------------------------------------------- |
| 1935      | ф   | Стримлайн Экспресс                          | Streamline Express                  | 2-й стюард (в титрах не указан)                                        |
| 1937      | ф   | Они не забудут                              | They Won't Forget                   | парень в биллиардной (в титрах не указан)                              |
| 1937      | ф   | Субмарина D-1                               | Submarine D-1                       | младший лейтенант (в титрах не указан)                                 |
| 1937      | ф   | Пропавшие свидетели                         | Missing Witnesses                   | клерк, продающий железнодорожные билеты (в титрах не указан)           |
| 1937      | ф   | Голливудская гостиница                      | Hollywood Hotel                     | высокий гостиничный клерк (в титрах не указан)                         |
| 1937      | ф   | Шпионская сеть                              | The Spy Ring                        | член шпионской группы (в титрах не указан)                             |
| 1938      | ф   | Пациент в палате 18                         | The Patient in Room 18              | Джим Уоррен                                                            |
| 1938      | ф   | Невидимая угроза                            | The Invisible Menace                | рядовой Иннес                                                          |
| 1938      | ф   | Белые знамёна                               | White Banners                       | Чарльз Иллис                                                           |
| 1938      | ф   | Блондинки за работой                        | Blondes at Work                     | Риган                                                                  |
| 1938      | ф   | Запретная долина                            | Forbidden Valley                    | Дьюк Лэфферти                                                          |
| 1938      | ф   | Он не мог сказать нет                       | He Couldn't Say No                  | Эд                                                                     |
| 1938      | ф   | Торчи Блейн в Панаме                        | Torchy Blane in Panama              | Спаркс, радиооператор на корабле                                       |
| 1938      | ф   | Западные пути                               | Western Trails                      | Бен Макклюр                                                            |
| 1938      | ф   | Маленькая чистокровная мисс                 | Little Miss Thoroughbred            | Джим, он же Слаг, подручный Беккера                                    |
| 1938      | ф   | Мой Билл                                    | My Bill                             | флорист                                                                |
| 1938      | ф   | Ковбой из Бруклина                          | Cowboy from Brooklyn                | репортёр                                                               |
| 1938      | ф   | Бородвейские мушкетёры                      | Broadway Musketeers                 | мастер церемоний                                                       |
| 1938      | ф   | Неприступная                                | Hard to Get                         | Бёрк                                                                   |
| 1938      | ф   | Торчи получает своего человека              | Torchy Gets Her Man                 | подручный Багс                                                         |
| 1938      | ф   | Достижение успеха                           | Going Places                        | клерк                                                                  |
| 1938      | ф   | Борцы с рэкетом                             | Racket Busters                      | водитель грузовика (в титрах не указан)                                |
| 1938      | ф   | Нэнси Дрю, детектив                         | Nancy Drew: Detective               | техник на радиостанции (в титрах не указан)                            |
| 1939      | ф   | Король преступного мира                     | King of the Underworld              | Джерри                                                                 |
| 1939      | ф   | Они сделали меня преступником               | They Made Me a Criminal             | Мэджи                                                                  |
| 1939      | ф   | Крылья моряков                              | Wings of the Navy                   | Джон Моррисон                                                          |
| 1939      | ф   | Воздушная разведка                          | Secret Service of the Air           | Джо Лерой                                                              |
| 1939      | ф   | Приключения Джейн Арден                     | The Adventures of Jane Arden        | репортёр                                                               |
| 1939      | ф   | Преступление тебе с рук не сойдёт           | You Can't Get Away with Murder      | работник на АЗС                                                        |
| 1939      | ф   | Парень из Кокомо                            | The Kid from Kokomo                 | Сэм, совладелец                                                        |
| 1939      | ф   | Автострада Индианаполиса                    | Indianapolis Speedway               | Тед Хорн                                                               |
| 1939      | ф   | Ковбой-квотербек                            | The Cowboy Quarterback              | мистер Уолтерс                                                         |
| 1939      | ф   | Торчи Блейн играет с динамитом              | Torchy Blane… Playing with Dynamite | репортёр на матче по рестлингу                                         |
| 1939      | ф   | Торчи Блейн в Китайском квартале            | Torchy Blane in Chinatown           | офицер подводной лодки (в титрах не указан)                            |
| 1939      | ф   | Мрачная победа                              | Dark Victory                        | человек, дающий показания о Джудит (в титрах не указан)                |
| 1939      | ф   | Торчи баллотируется в мэры                  | Torchy Runs for Mayor               | фотограф в офисе мэра (в титрах не указан)                             |
| 1939      | ф   | Признания нацистского шпиона                | Confessions of a Nazi Spy           | сотрудник армейского госпиталя (в титрах не указан)                    |
| 1939      | ф   | Каждое утро я умираю                        | Each Dawn I Die                     | репортёр (в титрах не указан)                                          |
| 1939      | ф   | Порт                                        | Waterfront                          | руководитель оркестра (в титрах не указан)                             |
| 1939      | ф   | Ревущие двадцатые                           | The Roaring Twenties                | таксист на вокзале (в титрах не указан)                                |
| 1939      | ф   | Хобби каждого                               | Everybody's Hobby                   | рейнджер Майк Морган                                                   |
| 1939      | ф   | Нэнси Дрю и потайная лестница               | Nancy Drew and the Hidden Staircase | репортёр                                                               |
| 1939      | ф   | Кид Найтингейл                              | Kid Nightingale                     | Уайти                                                                  |
| 1939      | ф   | Возвращение доктора X                       | The Return of Doctor X              | Роджерс                                                                |
| 1939      | ф   | Частный детектив                            | Private Detective                   | Дональд Нортон                                                         |
| 1939      | ф   | Невидимые полосы                            | Invisible Stripes                   | клерк в бюро занятости (в титрах не указан)                            |
| 1940      | ф   | Бьющийся 69-й                               | The Fighting 69th                   | Моран (в титрах не указан)                                             |
| 1940      | ф   | Замок на Гудзоне                            | Castle on the Hudson                | надзиратель в тюрьме (в титрах не указан)                              |
| 1940      | ф   | Игра в открытом море                        | Gambling on the High Seas           | радиооператор портовой полиции (в титрах не указан)                    |
| 1940      | ф   | Они ехали ночью                             | They Drive by Night                 | Хэнк Доусон (в титрах не указан)                                       |
| 1940      | ф   | Письмо                                      | The Letter                          | водитель (в титрах не указан)                                          |
| 1940      | ф   | Выжженная зона                              | Torrid Zone                         | Граднер                                                                |
| 1940      | ф   | Полет ангелов                               | Flight Angels                       | лейтенант Парсонс                                                      |
| 1940      | ф   | Брат «Орхидея»                              | Brother Orchid                      | Техас Пирсон                                                           |
| 1940      | ф   | Человек, который говорил слишком много      | The Man Who Talked Too Much         | Брукс                                                                  |
| 1940      | ф   | Конец реки                                  | River's End                         | констебль Джефферс                                                     |
| 1940      | ф   | Отец – это принц                            | Father Is a Prince                  | торговец                                                               |
| 1940      | кор | Маршируйте, морпехи                         | March On, Marines                   | Хэп                                                                    |
| 1941      | ф   | Великий мистер никто                        | The Great Mr. Nobody                | Эдди Уильямс                                                           |
| 1941      | ф   | А вот наступает счастье                     | Here Comes Happiness                | Джим                                                                   |
| 1941      | ф   | Нокаут                                      | Knockout                            | Пэт Мартин                                                             |
| 1941      | ф   | Странное алиби                              | Strange Alibi                       | Текс                                                                   |
| 1941      | ф   | Поезда проезжают ночью                      | The Wagons Roll at Night            | Арч                                                                    |
| 1941      | ф   | Девушка на миллион                          | Million Dollar Baby                 | Олли Уорд                                                              |
| 1941      | кор | Закатывая вечеринку                         | Throwing a Party                    |                                                                        |
| 1941      | ф   | Западное шоссе                              | Highway West                        | Алекс, охранник на инкассаторской машине                               |
| 1941      | ф   | Международная эскадрилья                    | International Squadron              | Билл Торренс                                                           |
| 1941      | ф   | Военно-морской синий                        | Navy Blues                          | Джерси                                                                 |
| 1941      | ф   | Опасно они живут                            | Dangerously They Live               | Джон                                                                   |
| 1942      | ф   | Человек, который пришел к обеду             | The Man Who Came to Dinner          | радист                                                                 |
| 1942      | ф   | Шрамы от пуль                               | Bullet Scars                        | Хэнк О’Коннор                                                          |
| 1942      | ф   | Крутой парень                               | The Big Shot                        | Тим                                                                    |
| 1942      | ф   | Крылья орла                                 | Wings for the Eagle                 | Джонсон                                                                |
| 1942      | ф   | Тайные враги                                | Secret Enemies                      | агент Джон Трент                                                       |
| 1943      | ф   | Военно-воздушные силы                       | Air Force                           | капитан Куинкэннон                                                     |
| 1943      | ф   | Северная погоня                             | Northern Pursuit                    | Джим Остин                                                             |
| 1943      | ф   | Пункт назначения – Токио                    | Destination Tokyo                   | резервный офицер Реймонд                                               |
| 1944      | ф   | Девушки с деньгами                          | The Doughgirls                      | Джулиан Кэдман                                                         |
| 1944      | ф   | Мышьяк и старые кружева                     | Arsenic and Old Lace                | Сондерс                                                                |
| 1944      | ф   | Голливудская лавка для войск                | Hollywood Canteen                   | Джон Риджли                                                            |
| 1945      | ф   | Бог – мой второй пилот                      | God Is My Co-Pilot                  | Дэвид «Текс» Хилл                                                      |
| 1945      | ф   | Гордость морпехов                           | Pride of the Marines                | Джим Мёрчант                                                           |
| 1945      | ф   | Сигнал об опасности                         | Danger Signal                       | Томас Тёрнер                                                           |
| 1946      | ф   | Моя репутация                               | My Reputation                       | Кэрри Эбботт                                                           |
| 1946      | ф   | Два парня из Милуоки                        | Two Guys from Milwaukee             | Майк Коллинз                                                           |
| 1946      | ф   | Глубокий сон                                | The Big Sleep                       | Эдди Марс                                                              |
| 1946      | ф   | Человек, которого я люблю                   | The Man I Love                      | Рой Отис                                                               |
| 1947      | ф   | Этот путь с женщинами                       | That Way with Women                 | Сэм                                                                    |
| 1947      | ф   | Нора Прентисс                               | Nora Prentiss                       | Уолтер Бейли, пациент-сердечник                                        |
| 1947      | ф   | Одержимая                                   | Possessed                           | Харкер                                                                 |
| 1947      | ф   | Это мой парень!                             | That's My Man                       | Рэмзи                                                                  |
| 1947      | ф   | Шайенн                                      | Cheyenne                            | Чокай                                                                  |
| 1947      | ф   | Ложная тревога                              | Cry Wolf                            | Джексон Лейделл                                                        |
| 1947      | ф   | Высокая стена                               | High Wall                           | Дэвид Уоллес                                                           |
| 1948      | ф   | Ночной ветер                                | Night Wind                          | Уолтерс                                                                |
| 1948      | ф   | Шикарный лайнер                             | Luxury Liner                        | старший офицер Карвер                                                  |
| 1948      | кор | Большой блюз сестёр                         | Big Sister Blues                    | Алек Сондерс                                                           |
| 1948      | ф   | Скреплённый приговор                        | Sealed Verdict                      | капитан Ланс Ниссен                                                    |
| 1948      | ф   | Возмутители спокойствия                     | Trouble Makers                      | «Силки» Томас                                                          |
| 1948      | ф   | Командное решение                           | Command Decision                    | Джеймс Карвуд                                                          |
| 1948      | ф   | Железный занавес                            | The Iron Curtain                    | офицер Королевской канадской конной полиции Мерфи (в титрах не указан) |
| 1948      | кор | Возвращение Пэла                            | Pal's Return                        | отец Гэри                                                              |
| 1948      | кор | Я нашёл собаку                              | I Found a Dog                       | священник                                                              |
| 1949      | ф   | Туссон                                      | Tucson                              | Бен                                                                    |
| 1949      | ф   | Спецотряд                                   | Task Force                          | Дикси Рэнкин                                                           |
| 1949      | ф   | Ещё раз, моя дорогая                        | Once More, My Darling               | Бёрк                                                                   |
| 1949      | кор | Дикая собака                                | Dog of the Wild                     | отец Гэри                                                              |
| 1949      | ф   | Инцидент на границе                         | Border Incident                     | мистер Нили                                                            |
| 1950      | ф   | Красота напоказ                             | Beauty on Parade                    | Джеффри Вудсток                                                        |
| 1950      | ф   | Затерянный вулкан                           | The Lost Volcano                    | Фред Бартон                                                            |
| 1950      | ф   | Край гибели                                 | Edge of Doom                        | первый детектив                                                        |
| 1950      | ф   | Девушка Петти                               | The Petty Girl                      | патрульный                                                             |
| 1950      | ф   | Грешник южных морей                         | South Sea Sinner                    | Уильямс                                                                |
| 1950      | ф   | Начинающий пожарный                         | Rookie Fireman                      | Гарри Уильямс                                                          |
| 1950      | ф   | Ответный огонь                              | Backfire                            | человек в гражданской одежде (в титрах не указан)                      |
| 1950      | кор | Пэл, собачий детектив                       | Pal, Canine Detective               | отец Гэри                                                              |
| 1950      | ф   | Бродяга в седле                             | Saddle Tramp                        | Слим                                                                   |
| 1951      | ф   | Эл Дженнингс из Оклахомы                    | Al Jennings of Oklahoma             | железнодорожный детектив Дэн Хейнс                                     |
| 1951      | кор | Галантное путешествие Пэла                  | Pal's Gallant Journey               | отец Гэри                                                              |
| 1951      | ф   | Последний форпост                           | The Last Outpost                    | Сэм Маккуэйд                                                           |
| 1951      | ф   | Место под солнцем                           | A Place in the Sun                  | коронер                                                                |
| 1951      | ф   | Гром в Божьей стране                        | Thunder in God's Country            | Билл Стаффорд                                                          |
| 1951      | ф   | Полуангел                                   | Half Angel                          | Тим Маккэри                                                            |
| 1951      | ф   | Когда ехали краснокожие                     | When the Redskins Rode              | Кристофер Гист                                                         |
| 1951      | ф   | Как и ты                                    | As You Were                         | капитан                                                                |
| 1951      | ф   | Когда миры столкнутся                       | When Worlds Collide                 | главный таможенный инспектор (в титрах не указан)                      |
| 1951      | с   | Детектив на первую полосу                   | Front Page Detective                |                                                                        |
| 1951      | с   | Рикошет                                     | Rebound                             | Найлз                                                                  |
| 1952      | ф   | Величайшее шоу мира                         | The Greatest Show on Earth          | ассистент менеджера                                                    |
| 1952      | ф   | Есть место еще для одного                   | Room for One More                   | Гарри Форман                                                           |
| 1952      | ф   | Форт Осейдж                                 | Fort Osage                          | Генри Трэверс                                                          |
| 1952      | ф   | Посторонним вход воспрещён                  | Off Limits                          | лейтенант-командор Парнелл                                             |
| 1952      | ф   | Конгрегация                                 | The Congregation                    |                                                                        |
| 1952      | с   | Театр звезд от «Шлитц»                      | Schlitz Playhouse of Stars          | Стив (редактор газеты)                                                 |
| 1952      | с   | Опасное задание (2 эпизода)                 | Dangerous Assignment                | Сэндерс/Аллен                                                          |
| 1952—1955 | с   | Приключение Дикого Билла Хикока (2 эпизода) | Adventures of Wild Bill Hickok      | Дауни, адвокат                                                         |
| 1953      | с   | Твоя любимая история                        | Your Favorite Story                 | Джон Пейдж                                                             |
| 1954      | с   | Женщина с прошлым                           | Woman with a Past                   |                                                                        |